# Strom života (film)
Strom života (v anglickém originále The Tree of Life) je americký dramatický film z roku 2011. Režisérem filmu je Terrence Malick. Hlavní role ve filmu ztvárnili Brad Pitt, Sean Penn, Jessica Chastainová, Laramie Eppler a Tye Sheridan.

## Ocenění
Film byl nominován na tři Oscary, a to v kategoriích nejlepší režie, kamera a film.

## Obsazení
| Brad Pitt           | pan O´Brien    |
| Sean Penn           | Jack O´Brien   |
| Jessica Chastainová | paní O´Brien   |
| Laramie Eppler      | R.L. O´Brien   |
| Tye Sheridan        | Steve          |
| Hunter McCracken    | mladý Jack     |
| Kari Matchett       | Jackova bývalá |
| Joanna Going        | Jackova žena   |
| Fiona Shaw          | babička        |